# Kurt Absolon
Pour les articles homonymes, voir Absolon (homonymie).
Kurt Absolon (Vienne, 28 février 1925 - Wulkaprodersdorf, 26 avril 1958) est un peintre autrichien.

## Biographie
Kurt Absolon passe son baccalauréat en 1943 et devient soldat sous l'uniforme allemand jusqu'à la fin de la guerre. En 1945, après sa démobilisation, il commence ses études à l'Académie des beaux-arts de Vienne qu'il finira en 1949. Là-bas il suit les cours de R. Anderson. En parallèle il fréquente à l'Académie les séances de Herbert Boeckls appelées "Ce soir ? Action".  Absolon produit ses premières illustrations du livre de Ernst Jünger Sur les falaises de marbre que celui-ci écarte au profit des dessins de Alfred Kubin.
Il réalise des peintures à l'huile sur papier d'emballage à la manière de Henri Matisse. Il subit de profondes influences des dessinateurs au travers des thèmes littéraires. En 1951 il commence les cycles Pierrot, Cain, Job, Don Quichote et Jardin du Mal. Plusieurs séjours sur le lac Piller lui inspirent des paysages du Tirol. En 1952, il entreprend les cycles Aphorismes et Cœur Volé. En 1953 il travaille sur le cycle Ombres, Intervalles et Ecce Homo. Au début de cette même année Kurt Molovan lui suggère de se trouver une bourse pour aller à Paris. En 1954 Abolon gagne le premier prix du concours autrichien d'expressions graphiques à Innsbrück pour ses œuvres, inspiré d'un livre d'Ernest Hemingway, Le Vieil Homme et la Mer, et Sodome et Gomorre[pas clair].
En 1955, il obtient un prix de la fondation Theodor Kôrner ainsi que différents achats du service 
culturel de la ville de Vienne. En 1955/1956 Absolon étudie pendant un semestre à l'Académie de Vienne la peinture murale auprès de A.P. Gütersloh. En 1956, il s'initie aux travaux d'impressions graphiques. De nouveau il se remet à la peinture à l'huile et réalise des natures mortes, des peintures figuratives et des paysages urbains. En parallèle il travaille sur des dessins, stimulé par le soulèvement populaire de Budapest. il en résulte des dessins de paysages réalisés lors d'un long séjour à Seefeld dans le Tirol.  En 1956 et 1957, il termine de nombreux dessins de sa femme enceinte et allaitant. En 1957 il voyage comme boursier à Paris et Arles, qui lui inspireront des paysages de ville et des scènes de tauromachie. 
Le 26 avril 1958, Absolon meurt dans d'un accident de la route dans le Burgenland, à l'âge de 33 ans.

## Œuvres
- cycles graphiques : Sodom, Angst, 1950; Don Quichote, 1951; Passion, 1957.